# Diaspora libanaise en Côte d'Ivoire
La diaspora libanaise en Côte d'Ivoire est une communauté regroupant des personnes dont les ancêtres sont libanais et ont émigré en Côte d'Ivoire directement ou indirectement. Chiite à 80 ou 90 % selon les sources, elle est la diaspora libanaise la plus importante d'Afrique et contribue activement à l'économie du pays.
Près de 80 000 Libanais sont installés en Côte d’Ivoire, dont 90 % résident à Abidjan, avec de larges concentrations dans plusieurs grandes villes : Bouaké, Gagnoa, Daloa, Grand-Bassam, Agboville, Man, San Pedro, et, dans le nord, Korhogo. La plupart possède la nationalité ivoirienne. De confession très majoritairement chiite, comme dans le reste de l'Afrique de l'Ouest, elle provient principalement de villes du Sud du Liban (Zrarieh, Nabatieh, Tyr…). Elle compte une minorité chrétienne (quelques milliers de personnes), quelques sunnites et familles druzes.
À  Abidjan, qui est la « capitale » libanaise de la sous-région, ils sont notamment concentrés dans la commune de Marcory, surnommé « le petit Beyrouth ». Les plus fortunés habitent le quartier Riviera à Cocody dans des villas luxueuses. Finalement, à la fin des années 1990, les deux-tiers des Libano-ivoiriens vivaient à Abidjan,
Près de 10 % de la diaspora serait originaire de Zrarieh (Zrariyé, Zrariyeh), une ville de 20 000 habitants du sud du Liban, à 75 km de Beyrouth.

## Histoire
Beaucoup de familles libanaises ont d’abord émigré au Sénégal, le premier point de chute en Afrique – avec Conakry –  à partir du début du XXe siècle des ressortissants libanais, avant de rejoindre la Côte d’Ivoire.
Ainsi, en ce qui concerne les familles chiites libanaises (aujourd'hui très majoritaires), l’établissement des premières d'entre elles en Côte d’Ivoire commence en 1921 (ou 1920) et elles sont issues de la colonie des émigrés levantins installés au Sénégal. Le premier individu est Abdulatif Fakhry, dont la famille est originaire de Zrarieh, village du sud du Liban, qui arrive à Grand-Bassam en 1921 en vue d’étendre le commerce de son père Mahmoud Fakhry, établi à Dakar. Il fit ensuite venir des compatriotes chiites comme Zorkot, Kojok et Taleb à la fin des années 1920. Cette émigration continue dans les années 30 avec notamment les Ezzedine, Borro, Khalil, Smaiche et Omaïs.
Ils se rendent vite indispensables en se faisant l'intermédiaire entre le colonisateur et les populations locales dans les zones rurales pour y acheter le café, le cacao, ou vendre des biens de consommation courante. La plupart sont des agriculteurs chiites pauvres et non éduqués du sud du Liban.
Entre 1930 et 1945, les chiites représentaient déjà 70 % de la communauté libanaise en Côte d’Ivoire. Toutefois, le succès commercial des Libanais auprès de leurs clients africains fait qu'ils sont progressivement perçus comme une menace des intérêts français et leur immigration est limitée.
Cette pression des autorités coloniales renforce la cohésion de la communauté chiite, qui se renforce encore avec la visite du député du Liban-Sud, Rachid Beydoun et du journaliste écrivain chiite Kamel Mroué en Afrique Occidentale, notamment en Côte d’Ivoire, le 18 juillet 1938. À cette occasion, la communauté mobilise des fonds en faveur de projets humanitaires dans le sud du Liban, ce qu'ils continueront à faire par la suite.
Cette solidarité communautaire, « familiale, raciale et religieuse », contribuera de façon déterminante à l'essor de leurs affaires.
En 1953, la communauté libanaise s'élève à 2 000 personnes, dont 1200 à Abidjan. Cette communauté met en place en 1954 la Mission libanaise du Sacré-Cœur, fondée par l'ordre des moines maronites libanais, à la demande du Saint-Siège. Cette institution œcuménique a été ouverte à tous les Libanais pendant plusieurs décennies.
Premiers missionnaires arrivés en Côte d'Ivoire, ils créèrent en 1959 - avant l'indépendance - la première école primaire du pays. Restaurée il y a peu grâce au financement de sa communauté, l'église dirigée par Mgr Marcos demeure l'unique lieu de culte libanais chrétien de Côte d'Ivoire.
La guerre civile qui éclate au Liban en 1975 puis l’occupation du sud du pays par l’armée israélienne à partir de 1982 déclenchent de nouvelles vagues d’immigration vers la Côte d’Ivoire. Ceci est facilité par le fait que, dès les années 1970, le président Félix Houphouët-Boigny a décidé de laisser les Libanais entrer librement en Côte d’Ivoire, même sans visa, pour contribuer au développement économique du pays.
Le Centre culturel islamique de Marcory est fondé en 1977, par l'Association culturelle islamique, pour accueillir tous les rites de l'islam.
La première école ivoiro-libanaise est inaugurée en 1984 à Abidjan.
En 2000 deux Libano-ivoiriens, Roland Dagher et Fouad Omaïs, sont nommés au Conseil économique et social.
Lorsqu’en 2004, Paris conseille à ses ressortissants à quitter le pays, de nombreux entrepreneurs libanais profitent de  ce vide, et, malgré les risques, multiplient les investissements.
Lors de la guerre entre le Liban et Israël à l'été 2006, le président Laurent Gbagbo accorde un accès sans visa aux ressortissants libanais.
En 2010, Ali Ajami, l’ambassadeur du Liban en Côte d’Ivoire, prend ouvertement parti pour Laurent Gbagbo dans le conflit post-électoral qui oppose celui-ci à Alassane Ouattara.
Le président libanais, Michel Sleiman a effectué une visite officielle en Côte d’Ivoire en 2013, une première en Afrique depuis l’indépendance du pays du Liban en 1943.
Le 4e congrès de la communauté libanaise émigrée s'est tenu à Abidjan les 2 et 3 février 2018.
Malgré près d'un siècle de présence, l’intégration de la communauté libanaise reste limitée et celle-ci vit repliée sur elle-même.

## Organisation
La communauté libanaise reste fortement clivée et chacune de ses composantes révèle son affiliation politique « par associations religieuses et communautaires interposées » : l’association de Moussa Sadr pour les sympathisants du mouvement Amal, l’association Ghadir pour ceux du Hezbollah (fondée en 1997) et la Mission libanaise du Sacré-Cœur, seule église maronite du pays, pour les partis chrétiens.
En 1977, une association islamique libanaise est créé qui dispose d’un siège qui fait office de centre culturel à Marcory à Abidjan. Cette association a pour objectif de regrouper tous les musulmans libanais en Côte d’Ivoire.
En 2009, la communauté libanaise musulmane est dirigée par trois cheikhs, dont les deux principaux sont cheikh Kobeissy et cheikh Zaghlout.

### Association Al-Ghadir
L'association religieuse à dimension politique la plus active est actuellement est l'association al-Ghadir, dirigée par cheikh Kobeissy, proche du Hezbollah. Cet imam de la mosquée Al-Ghadir a un temps été expulsé vers le Liban sous pression américaine en raison de sa proximité avec le Hezbollah, avant de revenir à Abidjan.
L'association Al-Ghadir accompagne dans leur installation et intègre au réseau des commerçants libanais les Libanais chiites.
Une grande mosquée a été construite par l'association à Marcory, un des quartiers de prédilection de la communauté libanaise à Abidjan, que jouxte la clinique Al Ghadir. Cette grande mosquée est située au cœur du centre culturel islamique Al Zahraa, un bâtiment de 6 000 m2 qui, outre le lieu de culte, abrite une salle de spectacle de 2 500 places, une bibliothèque, une salle d’informatique et plusieurs salles de réunions.
Depuis 2003, Al Ghadir a plusieurs écoles à travers le pays, notamment à Abidjan (quartier Riviera) mais aussi à Soubré, Gagnoa, Daloa et San Pedro,.

### Hezbollah
En 2005, les services de renseignement israéliens classent la Côte d'Ivoire comme le premier centre de l'activité de collecte de fonds du Hezbollah en Afrique (le Sénégal en deuxième). En 2013, un ressortissant libanais, Ali Ahmad Chehade, en même temps que trois autres individus, a été sanctionné par les États-Unis pour ramasser des fonds et de recruter en Afrique de l'Ouest pour le compte du Hezbollah.

## Rôle économique
Cette communauté contribue énormément au PIB de la Côte d'Ivoire à travers 3 000 sociétés présentes dans tous les secteurs : immobilier, industrie, transports, grande distribution, etc.. En Côte d’Ivoire, la communauté libanaise est ainsi créditée de 60 % du parc immobilier en valeur, 80 % des activités de distribution, 50 % de l’industrie, 70 % du conditionnement et de l’imprimerie.
Elle est en revanche accusée de fonctionner en "circuit fermé" dans les affaires, et évite de fait les mariages mixtes.
En 2010, les patrons libanais ont créé la Chambre de commerce et d’industrie libanaise de Côte d’Ivoire (CCILCI) qui fédère 250 grands groupes.

### Infrastructures médicales
Une vingtaine de Libanais sont aujourd'hui de cliniques privées réparties aux quatre coins d'Abidjan : « La Providence », « L'Indénié », le « Trade Center » ou encore « l'Hôtel-Dieu ».

### Grandes familles d'opérateurs économiques
Les grandes familles sont : 
- Abbas Babreddine, PDG de Plastica (plus de 1 000 salariés)[4]
- La famille Fakhoury, dont le patriarche est l'architecte Pierre Fakhoury, qui a créé un groupe dans lequel le BTP reste la principale activité. Celui-ici est désormais dirigé par son fils Clyde Fakhoury[15].
- La famille Omaïs, d'origine initialement sénégalaise (et au-delà au Liban, de Saïda[16]) et dont le chef est Fouad Omaïs, possède l'hôtel Tiama[2] et la société Sotici. Elle reste très implantée au Sénégal.
- La famille Gandour (parfois Ghandour ou El Ghandour), d'origine initialement sénégalaise, est devenue un acteur majeur du secteur des cosmétiques avec la marque Nouvelle Parfumerie Gandour (NPG)[15]. La famille reste présente dans les deux pays.
- La famille Hyjazi, avec Hassan et Samih à la tête du groupe Hyjazi, pionnier de la grande distribution en Afrique de l’Ouest (avec les Prima Center d’Abidjan, Conakry et Ouagadougou)[15]. Il est aussi actif dans la grande distribution, la chimie et le textile[2].
- La famille Fakhry, d'origine initialement sénégalaise, détient (avec Abou Kassam, d’origine pakistanaise) le groupe Prosuma qui détient un solide monopole (80 % des parts de marché) dans la grande distribution avec douze enseignes – dont Hayat, Cash Center, Cash Ivoire, Sococé, Trade Center, Bonprix, Leader Price…)[17]
- La famille Khalil, d'origine initialement sénégalaise, détient le groupe Eurofind, fondé en 1972 et actif en Afrique et en Europe dans les secteurs de l’agroalimentaire, de la chimie et de la métallurgie[2]. Le patriarche était Moustapha jusqu'à sa mort en 2014. Il est aujourd'hui dirigé par Adham El Khalil[17].
- La famille Seklaoui, qui domine la distribution de produits électroniques et électroménagers en Côte d’Ivoire[15], est dirigée par les frères Nassif et Ali Seklaoui. Pixie Seklaoui dirige la Société moderne de développement et de travaux de Côte d’Ivoire (SMDTCI)[17] et son frère Nasser Seklaoui est le représentant local de Samsung Electronics[17].
- La famille Khachab, avec Mohamad Khachab, PDG de Thunnus Overseas Group, qui est aujourd’hui l’un des plus grands industriels du continent dans la production et la commercialisation de conserves de thon, avec trois usines – la Société de conserveries de Côte d’Ivoire (Scodi), Pêche et Froid Côte d’Ivoire (PFCI) et Pêche et Froid Madagascar (PFM)[17].
- La famille Lakiss avec Ali Lakiss, le patron de Saf Cacao et de Choco Ivoire pour le négoce de cacao, qui a fondé l'entreprise en 2004[15],[17]
- La famille Ezzedine (originaire de Dair Qanoun al Naher[16]), dont le patriarche est Ibrahim Ezzedine (décédé), devenu en moins de vingt ans l’une des plus grosses fortunes libanaises du pays[2]. Il est le fondateur du conglomérat Carré d’or (aux activités très diverses : Importation et vente d’agroalimentaire à travers SDTM-CI, Global Manutention, Copraci, Spaghetti Maman, Ciprem-CI et Farine Malika[17], mais aussi immobilier, etc.)[15], aujourd’hui dirigé par son frère Zouheir[15]. Il est très critiqué en raison de son monopole d'importation du riz[2]. Yasser Ezzedine est propriétaire de CDCI[2].
- La famille Beydoun dont le patriarche, Abdoul Hussein Beydoun, est arrivé en 1977 à Abidjan. Il est le cofondateur du groupe Yeshi, avec la famille éthiopienne Mekbebe[2], qui a notamment racheté les Galeries Peyrissac d’Abidjan[18]. Il a quatre enfants[15].
- La famille Dagher, dont le fondateur Roland est issu d’une famille de grands commerçants pionnière en Afrique, notamment au Mali[19]. Il a été la courroie de transmission entre la communauté libanaise et le régime Gbagbo[5].
- La famille Bilal de Zrarieh[16]
- La famille Yassine de Nabatieh[16]

Autres familles : les Khoury, les Zorkot, les  Darwich, les Hojeij, les Jaber.
Georges Ouegnin, libano-ivoirien, a été le chef de protocole d’État de la République ivoirienne auprès des présidents Houphouët-Boigny puis Henri Konan-Bédié.

## Personnalités
- Badro Escobar